# Aymer Maxwell
Sir Aymer Maxwell, britanski general, * 1891, † 1971.